# Ploča (Loznica)
Ploča (Servisch cyrillisch Плоча) is een plaats in de Servische gemeente Loznica. De plaats telt 945 inwoners (2002).